# Польова (Смолевицький район)
Польова (біл. вёска Чорная Сьцежка (Палявая)) — село в складі Смолевицького району Мінської області, Білорусь. Село підпорядковане Плиській сільській раді, розташоване в центральній частині області.